# Akanthos (Chalkidike)

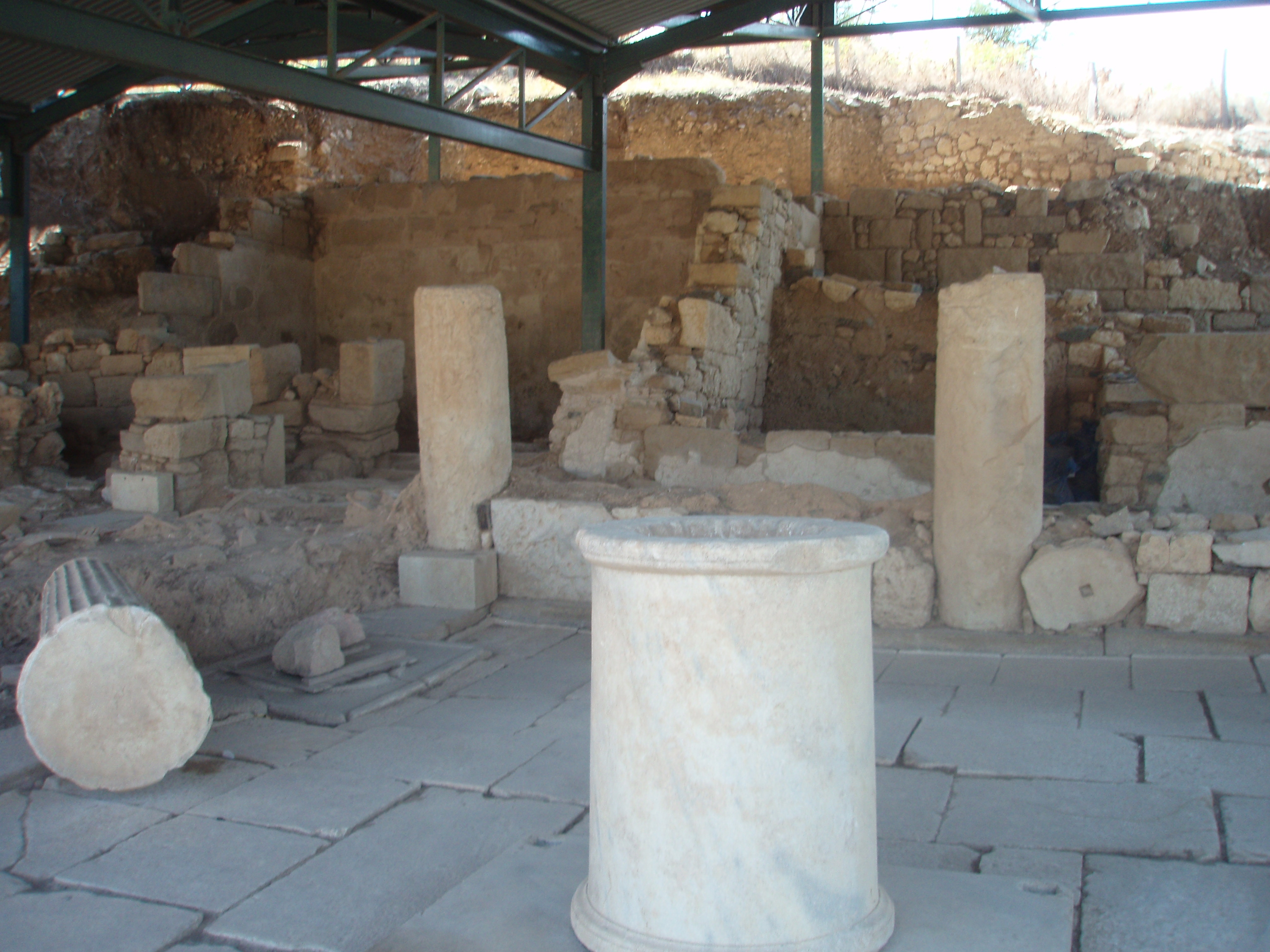
Antikes Haus der Stadt Akanthos (heutiges Ierissos)

Akanthos war eine antike Stadt im Norden Griechenlands an der Ostküste der chalkidischen Halbinsel. Die Überreste der Siedlung sind nahe der heutigen Ortschaft Ierissos zu finden. 

## Geschichte
Über die Anfänge der Stadt berichtet der antike Historiker Nikolaos von Damaskos. Demnach wurde Akanthos von Kolonisten der Insel Andros 655 v. Chr. gegründet. Jedoch steht die heutige Forschung dieser Überlieferung skeptisch gegenüber. Als erste gesicherte Belege für die Existenz einer autonomen Polis gelten die seit 520 v. Chr. geprägten Tetradrachmen. Diese Silbermünzen waren nicht nur auf der chalkidischen Halbinsel, sondern bis nach Sizilien, Ägypten und Persien verbreitet. Der Export von Silber in Form dieser Münzen war in archaischer Zeit neben der dominierenden Landwirtschaft eine wichtige Einnahmequelle für Akanthos.
Während der Perserkriege diente Akanthos 492 v. Chr. dem persischen General Mardonios und 480 v. Chr. dem persischen König Xerxes I. als Stützpunkt für ihre militärischen Aktionen im Ägäisraum. 
Nach der Niederlage des Perserreiches 480/79 v. Chr. gegen das Bündnis freier griechischer Städte trat Akanthos dem Attischen Seebund unter der Führung Athens bei. Die Mitglieder des Bundes waren verpflichtet, entweder eigene Schiffe beizusteuern oder Tribute zu entrichten. Bis 450/49 v. Chr. stellte Akanthos Schiffe, ging jedoch danach dazu über, Tribut in Höhe von drei Talenten an Athen zu zahlen. 
Nach Ausbruch des Peloponnesischen Krieges zwischen den griechischen Hegemonialmächten Athen und Sparta blieb die Stadt weiterhin im Attischen Seebund, obwohl die meisten Poleis der chalkidischen Halbinsel von Athen abfielen. Erst als die Stadt 424 v. Chr. durch Truppen des spartanischen Heerführers Brasidas bedroht wurde, wechselte Akanthos die Seiten. 421 v. Chr. einigten sich Athen und Sparta die kriegerischen Auseinandersetzungen zu beenden. Der Nikiasfrieden sah zwar die Autonomie der Polis vor, jedoch war Akanthos verpflichtet Tribute an Athen zu leisten. Die völlige Freiheit gewann Akanthos wohl erst nach 405 v. Chr. mit der Niederlage Athens bei Aigospotamoi in dem wiederaufgeflammten Krieg gegen Sparta.
In den nächsten Jahrzehnten blieb die Autonomie unangetastet und wurde im Vertrag zwischen dem makedonischen König Amyntas III. und dem inzwischen einflussreichen Chalkidischen Städtebund zwischen 393 und 389 v. Chr. bestätigt. Dieser Zustand wurde jedoch 382 v. Chr. durch den Chalkidischen Städtebund mit dem Hauptort Olynth in Frage gestellt, als die Stadt zusammen mit Apollonia aufgefordert wurde, dem Bund beizutreten. Beiden Städten gelang es, Sparta, das seit Ende des Peloponnesischen Krieges zur Hegemonialmacht Griechenlands aufgestiegen war, zum Eingreifen zu bewegen. Nach der Entsendung spartanischer Truppen musste der Chalkidische Städtebund im Olynthischen Krieg kapitulieren und die Autonomie von Akanthos akzeptieren.
Die Freiheit verlor es endgültig mit der Expansion Makedoniens unter dem König Philipp II. Mitte des 4. Jahrhunderts v. Chr. Nachrichten über Akanthos stammen erst wieder aus dem Jahre 199 v. Chr. In diesem Jahr wurde die Stadt während des Zweiten Makedonischen Krieges von römischen Truppen geplündert, bestand aber bis in die römische Kaiserzeit weiter.

## Archäologische Funde
Zur antiken Stadt Akanthos gehört eine Nekropole, die zeitlich vom 6. Jahrhundert v. Chr. bis in römische Zeit reicht. In den bisher 8000 untersuchten Gräbern ist für die archaisch-klassische Epoche attisch schwarz- und rotfigurige Keramik stark vertreten. 